# Meredith (Nova Hampshire)
Meredith é uma cidade  localizada no estado americano de Nova Hampshire, no Condado de Belknap.

## Demografia
Segundo o censo americano de 2000, a sua população era de 5943 habitantes.

## Geografia
De acordo com o United States Census Bureau tem uma área de
140,2 km², dos quais 104,1 km² cobertos por terra e 36,1 km² cobertos por água.

## Localidades na vizinhança
O diagrama seguinte representa as localidades num raio de 28 km ao redor de Meredith.